# 耶爾森菌屬
耶爾森菌屬又稱耶氏桿菌屬，是肠杆菌目肠杆菌科的一個屬。原属耶尔森菌科。耶爾森菌屬內的細菌均爲革蘭氏陰性菌。這些細菌屬於桿狀菌，按異化類型分則屬於兼性厭氧菌。該屬內的細菌長達幾微米，直徑則不到一微米。耶爾森菌屬內的細菌有些是致病菌，比如具高死亡率的鼠疫的元兇鼠疫桿菌（ Y. pestis）。嚙齒目是耶爾森菌屬的主要宿主，不過這其他的哺乳動物（比如兔子、家畜）以及鳥類也可成爲這類細菌的宿主。耶爾森菌屬內的細菌可通過血液傳播（比如鼠疫桿菌就是如此），也可通過消化道傳播，比如有時耶爾森菌屬就能通過食物產品（尤其是蔬菜、牛奶衍生產品、肉類）傳播。另外，沾有耶爾森菌屬的糞便或尿液也能傳播這種細菌。
目前，有假說認爲耶爾森菌屬可能可以通過原生動物傳播，因爲耶爾森菌屬已被證明是兼性胞內寄生生物。目前，有關耶爾森菌能否通過寄生在變形蟲內（以包囊形式寄生）進行傳播的研究和討論還在進行當中。
歐美地區結腸炎的大都是耶爾森菌屬所導致。

## 微生物生理學
有趣的是，一些耶爾森菌屬的細菌在環境溫度爲1-4攝氏度時（比如放在冰箱中的切好的沙拉這樣的食品的溫度就是1-4攝氏度），不僅能存活，還能夠積極增殖。不過，耶爾森菌屬的細菌經過氧化氫和高錳酸鉀等氧化劑處理後，會較快地失活。

## 基因

### 數據庫
在2015年1月中報道中被提及的YersiniaBase（參考譯名：耶爾森菌基地）是一個彙編有關耶爾森菌的基因組序列的數據和相關工具，並對它們進行彙總和對比的數據庫該數據庫是由馬來亞大學和馬來西亞教育部建立的。

## 發病機制
屬於該屬的鼠疫桿菌是鼠疫的元兇。另外，耶爾森腸桿菌（Yersinia enterocolitica）可以誘發耶爾森氏腸桿菌感染症（yersiniosis）。
克隆氏症，一種腸道自體免疫病也可能與耶爾森病有關——伊朗的克隆氏症患者中不少人都在發病前與家中的冰箱接觸過，而耶爾森菌又在低溫下具有旺盛的生命力。
另外，反應性關節炎的元兇之一爲耶爾森菌。
此外，耶爾森菌屬還與假性闌尾炎（pseudoappendicitis），一種在臨床上因爲症狀與闌尾炎相似而可能被誤診爲闌尾炎的病症。

## 歷史
鼠疫耶爾森菌是該屬的第一個被確認的種，於1894年由瑞典細菌學家亞歷山大·耶爾森和日本細菌學家北里柴三郎發現的。不過，在1896年，諾伊曼和萊曼將這種細菌命名爲「巴氏鼠疫桿菌」（Pasteurella pestis ），此外，這種菌還有一個通稱叫做「鼠疫桿菌」（ plague-bacillus）1944年，van Loghem將鼠疫桿菌和P. rondentium歸入了一個新的屬，即耶爾森菌屬。在科學界引入細菌學代碼後，上述歸類法在1980年被學界正式接受。

## 治療方法
治療耶爾森菌引起的疾病（鼠疫）的常用抗生素有鏈黴素，氯黴素和四環素。另外，新型抗生素慶大霉素和多西環素也被證明能用於對鼠疫的單一治療中。

## 下属物种
本属包括以下菌种：
- 阿氏耶尔森氏菌 Yersinia aldovae Bercovier et al. 1984
- Yersinia aleksiciae Sprague and Neubauer 2005
- Yersinia alsatica Le Guern et al. 2020
- Yersinia artesiana Le Guern et al. 2020
- 伯氏耶尔森氏菌 Yersinia bercovieri Wauters et al. 1988
- Yersinia canariae Nguyen et al. 2020
- 小肠结肠炎耶尔森氏菌] Yersinia enterocolitica (Schleifstein and Coleman 1939) Frederiksen 1964，耶爾森腸桿菌
  - Yersinia enterocolitica subsp. enterocolitica
  - Yersinia enterocolitica subsp. palearctica
- Yersinia entomophaga Hurst et al. 2011
- 弗氏耶尔森氏菌 Yersinia frederiksenii Ursing et al. 1981
- Yersinia hibernica Nguyen et al. 2019
- 中间耶尔森氏菌 Yersinia intermedia Brenner et al. 1981
- 克氏耶尔森氏菌 Yersinia kristensenii Bercovier et al. 1981
- Yersinia massiliensis Merhej et al. 2008
- 莫氏耶尔森氏菌 Yersinia mollaretii Wauters et al. 1988
- Yersinia nurmii Murros-Kontiainen et al. 2011
- Yersinia occitanica Le Guern et al. 2020
- Yersinia pekkanenii Murros-Kontiainen et al. 2011
- 鼠疫杆菌 Yersinia pestis (Lehmann and Neumann 1896) van Loghem 1944，鼠疫耶尔森氏菌，鼠疫巴斯德氏菌
- Yersinia philomiragia Jensen et al. 1969
- Yersinia proxima Le Guern et al. 2020
- 假结核耶尔森氏菌 Yersinia pseudotuberculosis (Pfeiffer 1889) Smith and Thal 1965(假结核巴斯德氏菌，假结核性巴斯德氏菌) 
  - Yersinia pseudotuberculosis subsp. pestis
  - Yersinia pseudotuberculosis subsp. pseudotuberculosis
- Yersinia rochesterensis (Cunningham et al. 2019) Nguyen et al. 2021
- 罗氏耶尔森氏菌 Yersinia rohdei Aleksic et al. 1987
- 鲁氏耶尔森氏菌 Yersinia ruckeri Ewing et al. 1978
- Yersinia similis Sprague et al. 2008
- Yersinia thracica Le Guern et al. 2020
- Yersinia vastinensis Le Guern et al. 2020
- Yersinia wautersii Savin et al. 2014

## 外部連結
- Yersinia Enterocolitis Mimicking Crohn's Disease in a Toddler （页面存档备份，存于）
- Sweden: Pork warnings over new stomach illness
- Yersinia genomes and related information at PATRIC, a Bioinformatics Resource Center funded by NIAID （页面存档备份，存于）
- YersiniaBase